# Patriotul (film din 1928)
The Patriot (Patriotul) este un film american semi-biografic produs în anul 1928 în regia lui Ernst Lubitsch. Filmul este transpunerea pe ecran a narațiunii lui Dmitri Mereșkovski, „Paul I.” și a dramei „Patriotul”  scrisă în cinci acte de Alfred Neumann. În film este prezentat complotul care a dus la moartea țarului Pavel I al Rusiei.
Este considerat drept film pierdut deoarece nu există nicio copie cu filmul integral.

## Actori
- Emil Jannings - Pavel I al Rusiei
- Florence Vidor - Contesa Ostermann
- Lewis Stone - Contele Pahlen
- Vera Voronina - Mademoiselle Lapoukhine
- Neil Hamilton - Prințul Alexandru
- Harry Cording - Stefan